# Estação Misterios
A Estação Misterios é uma das estações do Metrô da Cidade do México, situada na Cidade do México, entre a Estação Valle Gómez e a Estação La Raza. Administrada pelo Sistema de Transporte Colectivo, faz parte da Linha 5.
Foi inaugurada em 1º de julho de 1982. Localiza-se no cruzamento da Avenida Río Consulado com a Rua Constantino. Atende o bairro Peralvillo, situado na demarcação territorial de Cuauhtémoc, e o bairro Vallejo, situado na demarcação territorial de Gustavo A. Madero. A estação registrou um movimento de 2.985.039 passageiros em 2016.